# 데스노트 어나더 노트 로스앤젤레스 BB 연속 살인사건
《데스노트 어나더 노트 로스앤젤레스 BB 연속 살인사건》(일본어: DEATH NOTE アナザーノート ロサンゼルスBB連続殺人事件)은 니시오 이신의 라이트노벨로, 2006년 8월 1일 슈에이샤에서 발매되었다.
2003년 만화 《데스노트》의 스핀오프 소설로, 이야기는 원작에 등장하는 탐정 L 및 FBI 요원 미소라 나오미가 주인공이며, 주로 미소라 나오미 인칭으로 진행된다. 배경은 키라 사건 발생 이전의 로스앤젤레스이며, 원작에서 이름이 거론된 사건 로스앤젤레스 BB 연속 살인 사건에 대해 이야기한다.